# 衍射光栅

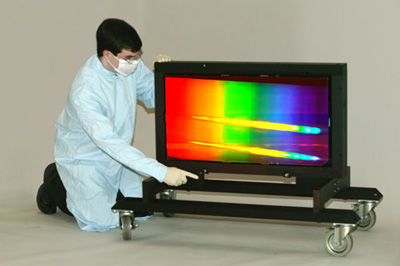
一块非常大的反射式衍射光栅

衍射光栅（diffraction grating）是光栅的一种。它通过有规律的结构，使入射光的振幅或相位（或两者同时）受到周期性空间调制。衍射光栅在光学上的最重要应用是作为分光器件，常被用于单色仪和光谱仪上。 
实际应用的衍射光栅通常是在表面上有沟槽或刻痕的平板。这样的光栅可以是透射光栅或反射光栅。可以调制入射光的相位而不是振幅的衍射光栅现在也能生产。
衍射光栅的原理是苏格兰数学家詹姆斯·格雷戈里发现的，发现时间大约在牛顿的棱镜实验的一年后。詹姆斯·格雷戈里大概是受到了光线透过鸟类羽毛的启发。公认的最早的人造光栅是德国物理学家夫琅禾费在1821年制成的，那是一个极简单的金属丝栅网。但也有人争辩说费城发明家戴维·里滕豪斯于1785年在两根螺钉之间固定的几根头发才是世界上第一个人造光栅。

## 原理
关于这部分的详细内容，请参见主条目：衍射。
通常所讲的衍射光栅是基于夫琅禾费多缝衍射效应工作的。描述光栅结构与光的入射角和衍射角之间关系的公式叫“光栅方程”。
波在传播时，波阵面上的每个点都可以被认为是一个单独的次波源；这些次波源再发出球面次波，则以后某一时刻的波阵面，就是该时刻这些球面次波的包络面（惠更斯原理）。
一个理想的衍射光栅可以认为由一组等间距的无限长无限窄狭缝组成，狭缝之间的间距为{\displaystyle d}，称为光栅常数。当波长为{\displaystyle \lambda }的平面波垂直入射于光栅时，每条狭缝上的点都扮演了次波源的角色；从这些次波源发出的光线沿所有方向传播（即球面波）。由于狭缝为无限长，可以只考虑与狭缝垂直的平面上的情况，即把狭缝简化为该平面上的一排点。则在该平面上沿某一特定方向的光场是由从每条狭缝出射的光相干叠加而成的。在发生干涉时，由于从每条狭缝出射的光的在干涉点的相位都不同，它们之间会部分或全部抵消。然而，当从相邻两条狭缝出射的光线到达干涉点的光程差是光的波长的整数倍时，两束光线相位相同，就会发生干涉加强现象。以公式来描述，当衍射角{\displaystyle \theta _{m}}满足关系{\displaystyle d\ \sin {\theta _{m}}=m\lambda }时发生干涉加强现象，这里{\displaystyle d}为狭缝间距，即光栅常数，{\displaystyle m}是一个整数，取值为0，±1，±2，……。这种干涉加强点称为衍射极大。因此，衍射光将在衍射角为{\displaystyle \theta _{m}}时取得极大，即：
{\displaystyle d\ \sin {\theta _{m}}=m\lambda }
上式即为光栅方程。当平面波以入射角θi入射时，光栅方程写为
{\displaystyle d\left(\sin {\theta _{m}}+\sin {\theta _{i}}\right)=m\lambda }
{\displaystyle d\left(\sin {\theta _{m}}-\sin {\theta _{i}}\right)=m\lambda }
入射光与衍射光在光栅法线同侧，取+；
入射光与衍射光在光栅法线异侧，取-。

## 衍射光栅强度分布

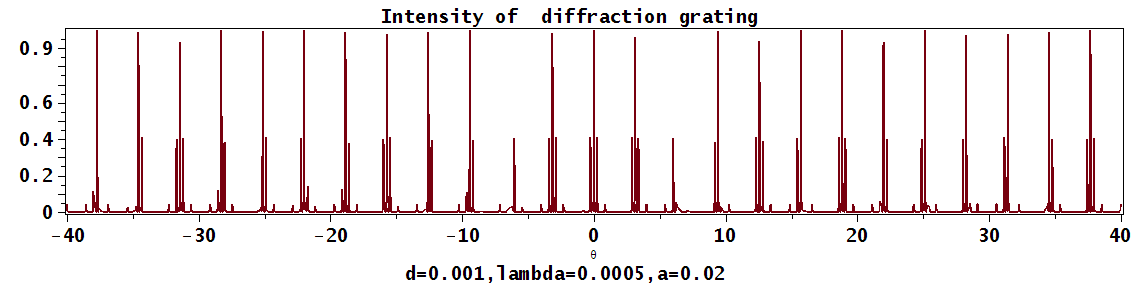
衍射光栅强度分布（电脑模拟）

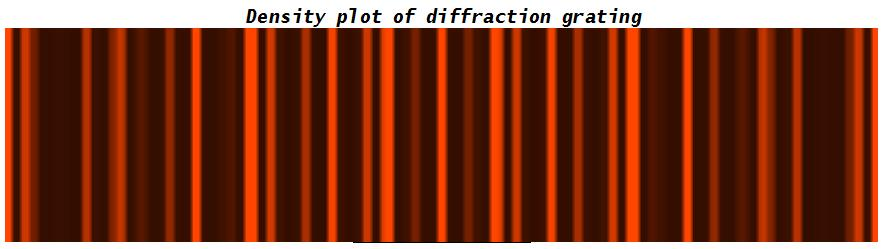
衍射光栅 电脑模拟

衍射光栅强度分布是衍射因子和干涉因子的乘积：
{\displaystyle P=D(\theta )I(\theta )}
其中 D 是 衍射因子
{\displaystyle D={\frac {\sin(\pi d\sin(\theta )/\lambda )^{2}\lambda ^{2}}{(\pi ^{2}d^{2}\sin(\theta )^{2})}}}
I 是干涉因子：
{\displaystyle I={\frac {\sin(\pi a\sin(\theta )N/\lambda )^{2}}{(N^{2}\sin(\pi a\sin(\theta )/\lambda )^{2})}}}

## 资料来源
1. ↑  Karl Dieter Möller, Optics, 2nd edition p152-156

- www.celomc.com
- Adapted from a public domain entry in Federal Standard 1037C
- National Optical Astronomy Observatories entry regarding volume phase holography gratings
- Hutley, Michael, Diffraction Gratings (Techniques of Physics), Academic Press (1982)
- Loewen, Erwin & Evgeny Popov, Diffraction Gratings and Applications, CRC; 1 edition (1997)
- Palmer, Christopher, Diffraction Grating Handbook, 6th edition, Newport Corporation (2005)
- Greenslade, Thomas B., "Wire Diffraction Gratings," The Physics Teacher, February 2004. Volume 42 Issue 2, pp. 76-77
- Abrahams, Peter, Early Instruments of Astronomical Spectroscopy  （页面存档备份，存于）